# Callulina kreffti
Callulina kreffti é uma espécie de anfíbio da família Microhylidae.
Pode ser encontrada nos seguintes países: Quénia e Tanzânia.
Os seus habitats naturais são: florestas subtropicais ou tropicais húmidas de baixa altitude, regiões subtropicais ou tropicais húmidas de alta altitude, jardins rurais e florestas secundárias altamente degradadas.
Está ameaçada por perda de habitat.